# Tàntal (ocell)
Els tàntals (Mycteria) són un gènere de grans cigonyes que formen part de la família dels cicònids (Ciconiidae) amb representants a zones tropicals d'Àfrica, Amèrica i Àsia.

## Morfologia
- Són grans ocells de potes i bec llargs, que fan 90 – 100 cm de llargària amb una envergadura d'uns 150 cm.
- En totes les espècies el color predominant del plomatge és el blanc amb negre als extrems de les ales.
- El bec, lleugerament corbat prop de l'extrem, és acolorit de groc o vermell i les potes roges, excepte al tàntal americà, molt més modest.

Els joves són semblants als adults amb plomatge més apagat, generalment brunós, i el bec més pàl·lid.

## Hàbits
Cigonyes bastant típiques, que volen amb el coll i les potes estesos, habiten en zones humides i crien sobre arbres. Cerquen llurs preses als aiguamolls, consistents principalment en peixos, granotes i grans insectes.

## Taxonomia
Els tàntals s'han classificat en quatre espècies:
- Tàntal americà (Mycteria americana).
- Tàntal blanc (Mycteria cinerea).
- Tàntal africà (Mycteria ibis).
- Tàntal de l'Índia (Mycteria leucocephala).